# Nabben (Lemland, Åland)
Nabben är en halvö i Åland (Finland). Den ligger i den södra delen av landskapet, 9 km sydost om huvudstaden Mariehamn. Nabben ligger på ön Fasta Åland.